# صناعة الخرز الزجاجي
تعتبر تقنية صناعة الخرز الزجاجي من بين أقدم الفنون البشرية، إذ يعود تاريخها إلى 3,000 سنة خلت. ربما يكون أقدم أنواع الخرز الزجاجي الخرز المصنوع من مادة فاينس، وكان شكلاً من الخرز الصلصالي تكوّن على سطحه طبقة زجاجية ذاتية التكوين. يعتبر الخرز الزجاجي هاماً في علم الآثار، كونها مؤشراً على وجود حركة تجارية ودليلاً على انتشار تقنية صناعة الخرز. إضافة لذلك، يمكن تحليل تركيب الخرز الزجاجي ومساعدة علماء الآثار في فهم مصادر الخرز.

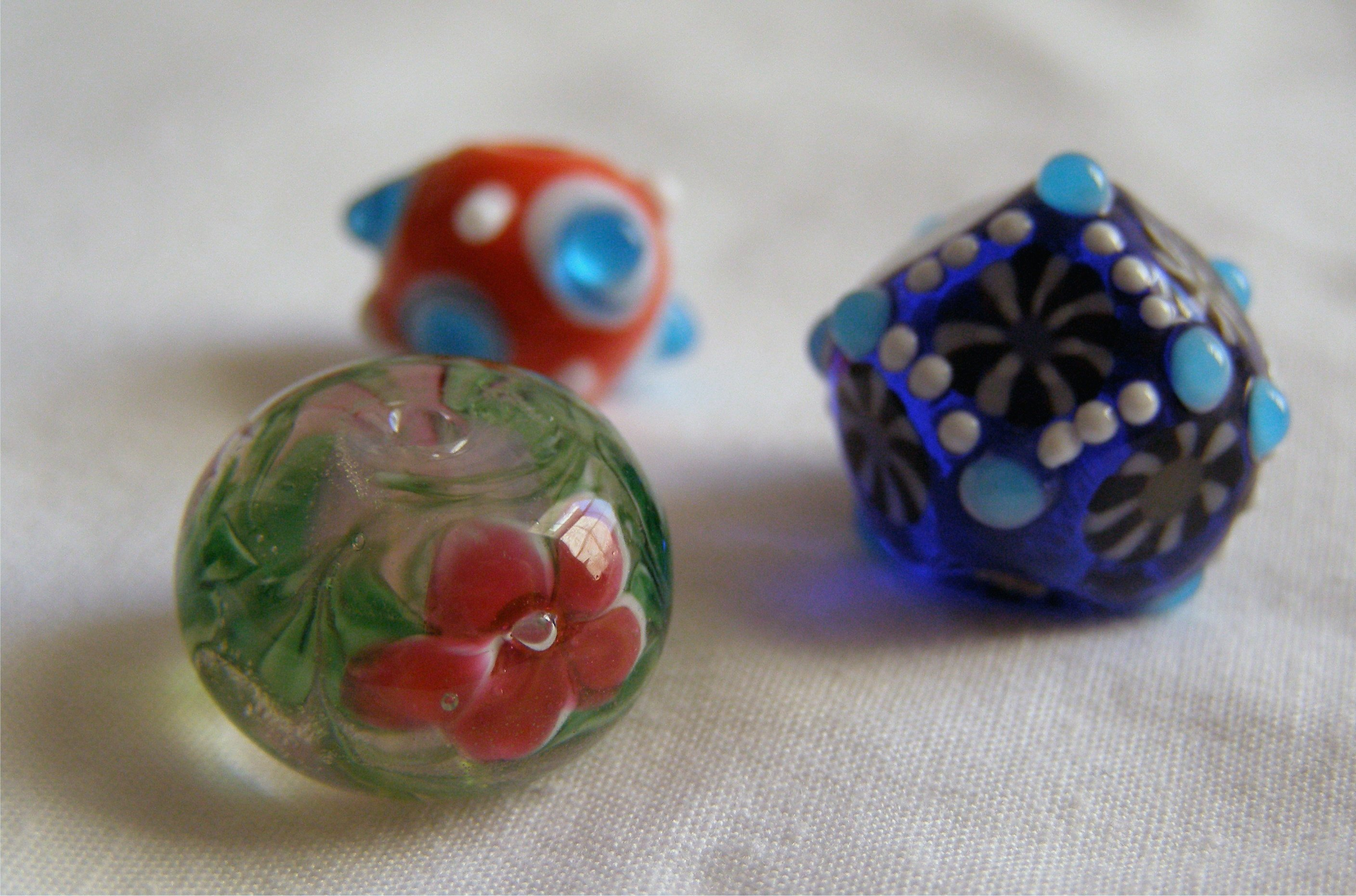
خرز

## الأنواع الشائعة من صناعة الخرز الزجاجية
عادة ما يتم تصنيف خرز الزجاج بواسطة الطريقة المستخدمة لمعالجة الزجاج - لف الخرز، تشكيل الخرز، رسم الخرز. وهناك الأنواع المركبة، مثل خرز ميلفيوري، حيث يتم تطبيق رسم المقاطع العرضية على الخرز بواسطة القصبة مع الانتباه إلى جوهر الزجاج الملفوف. ووجدت صناعة دقيقة جدا لخرز الزجاج المنفوخ في القرن التاسع عشر في البندقية وفرنسا.

### لف الخرز الزجاجية
على الارجح ان أول خرز من الزجاج الصحيح صنعت من خلال طريقة اللف. حيث يسخن الزجاج إلى درجة حرارة عالية بما يكفي لجعله قابلة للتعديل، أو "طيع"، حيث توضع الخرزة الزجاجية أو تلف حول سلك فولاذي مغطى بطبقة من الطين المنزلق (يسمى مطلق الخرز)وبينما الخرزة ما تزال حارة يمكن ان تشكل وتعالج بالكرافيت، الخشب، فولاذ، نحاس اصفر، تنجستن أو بادوات من المرمر.وتسمى هذه العملية بالمرمرة نسبة إلى المرمر.وتشكل بالقالب وهي منصهرة ويمكن ان يزين سطح الخرزة بقصب الزجاج الملون الجميل ويسمى في هذه الحالة (اضلاع) وتعتبر من (أعمال الشعلة).

### سحب الخرز الزجاجية
سحب الخرز الزجاجية قديم جداً، حيث عثر الاثاريون على الخرز الزجاجية المسحوبة في مواقع مثل (ارك كامدو) الاثرية في الهند التي تعود للقرن الثاني الميلادي.وهذه الخرز الملونة الصغيرة تسمى (خرز المحيطين الهندي والهادي) وتوجر بها على نطاق واسع، وتداولت في مناطق واسعة تمتد من جزر المحيط الهادي إلى مملكة زيمبابوي العظيمة في جنوب أفريقيا.
وهناك عدة طرق لصنع الخرز المسحوبة، لكنه جميعاً تتضمن سحب حبل من الزجاج المصهور بطريقة فنية لتكوين فقاعة في مركز حبل الزجاج المنصهر ليكون فتحة الخرزة فيما بعد.في ارك كامدو كانت عملية السحب تتم بدس قصبة معدنية مجوف داخل كرة من الزجاج الحار وسحب حبل الزجاج حول الانبوب.اما في صناعة الزجاج البندقي فيجمع الزجاج المنصهر على نهاية آلة تسمى (بينتايل). وتتشكل الفقاعة في وسط كتلة الزجاج المصهور ويستخدم (بينتايل) ثاني لمط الزجاج المصهور مع فقاعته الداخلية مشكلاً قصبة طويلة.وعملية السحب تتطلب مهارة وخبرة حيث ان طول حبل الزجاج المنصهر يصل حتى 61 م. بعدها يقطع الانبوب ويغربل على أساس الحجم، ثم يعلق في خطافات للبيع.

### الخرز المصبوب

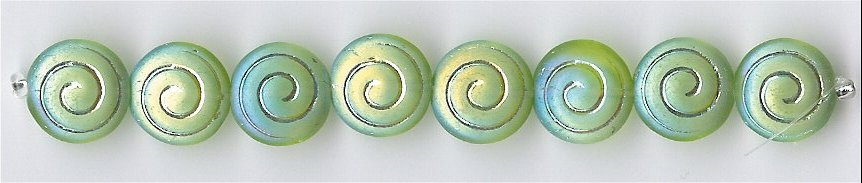
خرز زجاجي مكبوس

يرتبط كبس الخرز المصبوب مع كلفة الإنتاج المنخفضة. هذا النوع من الخرز ينتج في جمهورية التشيك. حيث تُسخّن قضبان من الزجاج الكثيف وتلقم إلى ماكنة لنقش الخرز. كما تحتوي الماكنة على إبرة لثقب الخرز. ثم يدحرج الخرز في رمل ساخن لنزع خطوط الشقوق اللامعة الناعمة. ينتج خرز أكثر إتقاناً بصنع القصبات (القضبان الملقمة داخل الماكنة) بنقوش مقلمة أو نقوش أخرى. تنتج الوجبة الواحدة من الزجاج في الماكنة 10-20 خرزة. والمعمل الواحد يمكن أن ينتج آلاف الخرز في اليوم. ويمكن إنتاج الخرز المثقوبة والمصمتة بسكب الزجاج المصهور على مركز القالب الدوار في الماكنة.
وعُرف الزجاج البوهيمي بقدرته على إنتاج خرز أكثر مهارة بتصنيعه خرز الزجاج المصبوب ومن نماذج الزجاج البوهيمي أسنان الأسد، والمرجان، والأصداف وكانت هذه المتجات تُصنع في القرن التاسع عشر وأوائل القرن العشرين لتصديرها إلى أفريقيا (خرز التجارة الأفريقية).

### تشكيل الخرز بالمشعل

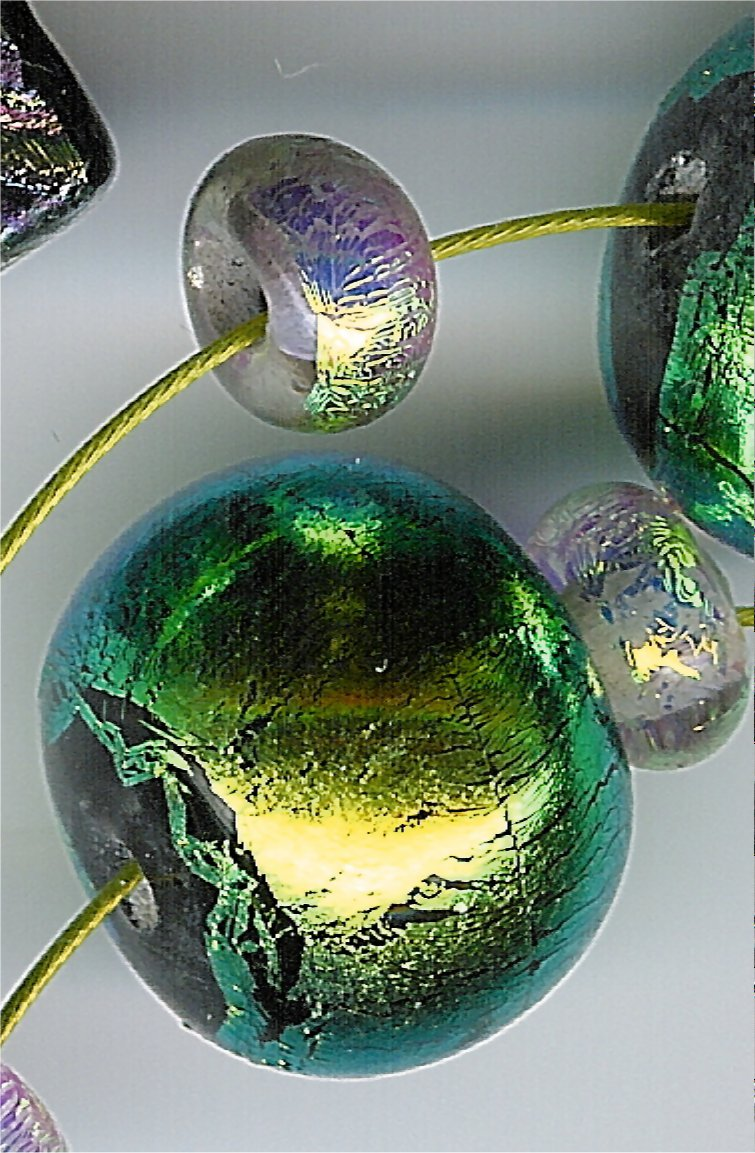
خرزة زجاجية مزدوجة اللون

استخدام لهب المشعل هو تقنية من تقنيات صناعة الخرز الزجاجي، وتتطلب عمالة كثيفة. وفي صناعة الزجاج البندقي، حيث أنتجت كميات كبيرة من الخرز في القرن التاسع عشر. كان الرجال يعملون على إنتاج لُب الخرز من الزجاج المصهور في أفران حرارية، ثم تضيف النساء العاملات في بيوتهن الزخرفة الرقيقة المتعددة الألوان لاحقاً؛ وكنّ يستخدمن طريقة (أعمال الشعلة). في الوقت الحاضر يستخدم العمال شعلة مفردة أو ثنائية. وعلى عكس الشعلة المستخدمة في صنع الأدوات المعدنية تعمل الشعلة المستخدمة في صناعة خرز الزجاج بمزج الأوكسجين والوقود الذي غالباً ما يكون من البروبان أو الغاز الطبيعي فينتج لهب أقل دخاناً وفرق آخر عن الشعلة المستخدمة في صنع الأدوات المعدنية هو أن الشعلة في صنع الخرز ثابتة والخرز هو ما تتحرك في اللهب. وهناك عدة أنواع من المشاعل منها: المشعل الأمريكي عادة ما يكون محمولاً بزاوية 45 درجة، أما المشاعل اليابانية ونتيجة التراث العلمي في نفخ الزجاج فتكون مريحة ويتصاعد لهبها بصورة مستقيمة، بينما المشاعل التشيكية تكون بوضع شبه أفقي.

### خرزات زجاجية مزدوجة اللون
الخرزات الزجاجية المزدوجة اللون تسخدم بصورة متزايدة لانتاج خرز فنية راقية.يملك الزجاج المزدوج اللون طبقة معدنية رقيقة منصهرة على سطح الزجاج، مما ينتج عنه ان السطح يملك بريق معدني يتغير بين لونين عندما يشاهد من زاويتين مختلفتين.الخرز يمكن ان تكبس أو تصنع بتقنيات (أعمال الشعلة) التقليدية.إذا ما الزجاج بقى في اللهب لفترة طويلة يتحول إلى اللون الفضي ويحترق.

### زجاج الفرن
تقنيات نفخ الزجاج الإيطالية مثل (لاتسينيو) و (زانفريكو) تستعمل لانتاج الخرز في الفرن.زجاج الفرن يُستخدم في تزينه قصبات كبيرة مزينة متراكمة من قصبات اصغر، مُغطاة بزجاج شفاف. مع خطوط طولانية وقطاعات ملتوية مزخرفة. لايوجد هواء منفوخ داخل الزجاج. هذه الأنواع من الخرز تتطلب افران كبيرة للإنتاج.

### الكرستال الرصاصي
تحتوي خرز الكرستال الرصاصي (وهو نوع من الزجاج يحتوي الرصاص بدل البوتاسيوم) على نسبة عالية من الرصاص مما يجعلها تتلألأ أكثر من الزجاج العادي.لكنه ايضاً يجعلها أكثر هشاشة وقابلية للكسر.

## طرق أخرى لإنتاج خرز الزجاج
- أنابيب الزجاج الرصاصي (مصابيح إشارات النيون) خصوصاً زجاج البوروسيليكات: من الممكن صنع خرز زجاجية منها بأسلوب نفخ الزجاج. حيث تنفخ زجاجات (زجاج صودا الجير) توضع في نهاية أنبوب معدني أو تُلفّ حول الشاقة (عمود دوران المخرطة) لعمل فتحة الخرزة. كما يمكن عمل الخرز من (زجاج الأساس) أو (ورق الزجاج).
- في غانا، يصنع الخرز ويُشكّل من مسحوق الزجاج. وفي أفريقيا أيضاً تحديداً في موريتانيا تصنع النساء خرز كيفة باستخدام مسحوق الزجاج.
- تقنية صبغ زجاج الأساس المقولب داخل القالب وتسمى هذه التقنية (بيت دي فيرا) والتقنية تستخدم لصنع الخرز. وإن كان الشائع استخدامها لصنع الحلي والقلائد الزجاجية.

## اقرأ ايضاً
- فن الزجاج
- خرزة (مادة)
- ميلفيوري (فن)
- ثقالة الورق
- مرين (فن)
- كرة الثلج (لعبة)
- زجاج رصاصي